# Gouania gautieri
Gouania gautieri är en brakvedsväxtart som beskrevs av Buerki, Phillipson och Callm.. Gouania gautieri ingår i släktet Gouania och familjen brakvedsväxter. Inga underarter finns listade i Catalogue of Life.